# 卡洛斯·克莱伯
卡洛斯·克莱伯（Carlos Kleiber，1930年7月3日—2004年7月13日），奥地利指挥家。

## 生平
1930年，克莱伯生於德國柏林，原名卡尔·路德维希（Karl Ludwig）。为逃避纳粹政权迫害，1935年克莱伯举家迁移至布宜诺斯艾利斯，从此卡尔改名为卡洛斯。
童年时期，克莱伯就开始接受钢琴、作曲、声乐等方面的教育。1949－1950年他在苏黎世学习化学，1950年起則在布宜诺斯艾利斯继续接受音乐训练。托斯卡尼尼、布什和瓦尔特等人曾是他在指揮專業上的啟蒙导师。

### 職業生涯
1952年在慕尼黑园丁广场剧院做声乐教师，1955年在波茨坦剧院以艺名“卡尔·凯勒”（Karl Keller）举行了自己的首场演出，指挥的是轻歌剧《加斯帕罗内》。在维也纳人民歌剧院短暂停留后，先后担任过莱茵德意志歌剧院（1957－1964年）、苏黎世歌剧院（1964－1966年）、斯图加特国立剧院（1966－1973年）首席指挥。蘇黎世的工作是克萊伯第一個正式意義的指揮職務，他在蘇黎世的兩年期間內指揮了65場歌劇，這段時間從未在外地客席演出。1966年，克莱伯带领斯图加特国立剧院首次到海外演出，在爱丁堡指挥了贝尔格的歌剧《伍采克》——其父亲大克莱伯1925年在柏林首演的作品。1968年5月25日，克莱伯在「布拉格之春」音樂節登台指揮。1970年代起，克莱伯先后在维也纳国立歌剧院、拜罗伊特音乐节、斯卡拉大剧院、皇家歌剧院等地演出。他與巴伐利亚国立歌剧院的合作始於1968年，並一直持续到1988年為止，這對組合共出演了249場歌劇演出，並曾於1974年、1986年二度訪日，是克莱伯生前最密切合作的對象。
1978年10月和1983年6月，克莱伯兩度访美与芝加哥交响乐团合作，是他在美国为数不多的音乐会演出。1988年，首次在大都会歌剧院登台指挥了《波希米亚人》，合作的歌唱家有米瑞拉·弗蕾妮和卢奇亚诺·帕瓦罗蒂。1983年10月，客席指揮了阿姆斯特丹皇家大會堂管弦樂團，曲目為貝多芬第4、第7交響曲，這場演出的錄像被公開發行（Philips）。1989年和1994年，克莱伯两次与柏林爱乐在德国联邦总统魏茨泽克发起的慈善音乐会上演出。1994年，他率维也纳国立歌剧院訪日。卡拉揚於1989年過世後，克莱伯一度被认为會接手柏林愛樂的音樂總監一職，但遽聞此一組合從未被樂團方面列入最後考慮。
1989年和1992年，克莱伯两度登上金色大厅指挥维也纳新年音乐会。1989年的新年音乐会上，当《蓝色多瑙河》前奏颤音被观众热烈掌声打断之后，克莱伯示意乐队暂停，并转身说道：「维也纳爱乐乐团和我恭祝大家：新年好！」（德語：Die Wiener Philharmoniker und Ich, wünschen Ihnen PROSIT NEUJAHR!）；此后，指揮者在《蓝色多瑙河》正式奏響之前向觀眾进行新年致詞，就成为了維也納新年音乐会的惯例。

### 晚年
1990年起，年事已高的克莱伯逐渐淡出舞台，最后一次公开指挥是1999年1月与巴伐利亚广播交响乐团在西班牙的巡回演出。
2004年7月13日，克莱伯因前列腺癌在斯洛文尼亚孔希察逝世，有传闻可能是自杀。他与数月前去世的妻子斯坦尼斯拉娃·布雷佐瓦合葬在一處。

## 評價
其指挥形象生动，情感丰富，细节清晰，是少数“又好听又好看”的指挥之一。克萊伯的姊姊薇洛妮嘉（Veronica）在他去世後表示，指揮時的弟弟與平常相當不同，「興高采烈，甚至有點瘋狂。」
克萊伯是極為重視細節的音樂家，他對排練的質、量要求皆高；1974年6月，克萊伯曾花了三個鐘頭排练《玫瑰騎士》序曲中80秒钟的一段；在慕尼黑首演歌剧《沃采克》时，他要求排练不少于34次；1979年在伦敦指挥《波希米亚人》，他排练了17次，其中光乐队本身就6次。這樣的排練強度，即使放到今日來看，對於大部分的職業樂團以及其指揮者而言仍是難以達成的。
承前，出於對所演奏作品的精雕細琢，使他的曲目相當有限，但在其鑽研之下，仍出現不同的經典詮釋。即使同一流且歷史悠久的樂團合作演出，排入最為聽眾所熟知的作品，克萊伯棒下的音樂多有創見，為指揮同道、樂團樂師所讚揚。克劳迪奥·阿巴多、斯维亚托斯拉夫·里希特都盛讚克萊伯是20世紀以來最偉大的指揮。2011年3月，《英國廣播電台音樂雜誌》也公布了一項調查結果，該調查邀請100位知名指挥家共同票選，克莱伯在此調查中榮膺榜首。伯纳德·海廷克评价克莱伯：
他比别人更了解他要演出的作品。
克萊伯是一位道地的劇院指揮，相較於劇院近600場的演出場次，其一生在音樂廳指揮演出的場次則是少於100場（卡拉揚方面是2,296場）。另外，他是出名的《玫瑰騎士》詮釋者，公開指揮該劇的演出場次達123場之多。

## 作品
克莱伯与卡拉扬不同，并不热衷发行唱片，一生發行的唱片屈指可数。
他主要的管絃樂曲目包括：贝多芬的第四（Orfeo現場錄音）、第五（DG）、第六（Orfeo現場錄音）、第七交响曲（DG、Orfeo現場錄音各一種版本）、布拉姆斯第四交响曲（DG）、舒伯特的第三和第八交响曲（DG）、89年/92年维也纳新年音乐会（SONY）以及德沃夏克钢琴协奏曲（与乌克兰钢琴家里赫特合作，華納）、DG在他逝世后发行的纪念专辑《Carlos Kleiber》等。
歌剧作品則有：《特里斯坦与伊索尔德》、《蝙蝠》、《茶花女》、《魔彈射手》、《玫瑰騎士》、《卡門》等。
2014年之前，共有两部卡洛斯·克莱伯的传记片。一部是2010年埃里克·舒尔茨导演的《了无痕迹》（德語：Spuren ins Nichts - Der Dirigent Carlos Kleiber），另一部是 C Major 于2011年出版发行的《远离尘嚣》（德語：Carlos Kleiber - Ich bin der Welt abhanden gekommen）。

## 個人生活
卡洛斯·克莱伯出生于德国柏林，其母是美國猶太人路得·古德里奇（Ruth Goodrich），父親為著名指挥家埃里希·克莱伯，为便於区分，卡洛斯常被称为“小克莱伯”。

## 軼事
- 1950年代克萊伯從南美返回歐洲，原本是要修習化學。其父雖授以音樂教育，但反對他走入音樂界。克萊伯早年的指揮工作，是在父親不知情之下所暗中進行的。
- 克萊伯沒有任何私人學生，曾謙稱由於自己沒有音樂相關的學位，所以沒有辦法接受學生[7]。
- 克萊伯十分重視現場演出情境，他覺得一有不對勁可能取消現場演出。曾發生過他突然在開演前取消演出紀錄，使劇院經理大為光火，並上法院提告，不過克萊伯勝訴。
- 晚年克萊伯極少演出，曾說過最快樂的事情就是吃飯還有做愛。卡拉揚曾这样笑稱他的这位老友:「除非克萊伯家中冰箱空了，否則他不會登台指揮。」（按：此說可能是誤傳[3]）
- 傳說1975年，他曾經與義大利鋼琴家米凯兰杰利合作過貝多芬第五號鋼琴協奏曲，但兩人合作後理念不合，彼此都拒絕發表該作品。
- 1996年4月，奥迪汽车公司邀请克莱伯执棒，在其总部所在地英戈尔施塔特指挥一场音乐会以飨员工。作为酬报，克莱伯将获得一辆时值十万美元的A8顶级配置跑车[3]。
- 克莱伯会说流利的德语、英语、法语、意大利语、西班牙语和斯洛文尼亚语。
- 克莱伯熟讀《庄子》，曾在同夏爾斯‧巴伯（Charles Barber）的通信中主动提到對《庄子》的看法[3]。
- 1979年2月，克莱伯曾為因病缺席的卡爾·貝姆代打指揮[1]。

## 外部連結
- 卡洛斯·克莱伯的Discogs页面（英文）
- 南方音響：小克萊巴（页面存档备份，存于）
- Carlos Kleiber, compiled by Toru Hirasawa（页面存档备份，存于）